# Isole Seal
Le Seal sono circa una dozzina di isole che si trovano nel mare di Bering  vicino alla costa della baia di Bristol, 53 km a sud-ovest di Port Heiden (Alaska, Stati Uniti).
Le Isole Seal appaiono sulle mappe russe con il nome di Nerpičoi, dal russo nerpa (нерпа, foca del genere Pusa, come la sua traduzione inglese seal). Erano state così chiamate dal capitano Mihail Teben'kov, che tracciò le coste nord-ovest d'America (1852).